# Тарже, Ги-Жан-Батист
Ги-Жан-Батист Тарже (фр. Guy-Jean-Baptiste Target; 6 декабря 1733, Париж — 9 сентября 1806, Ле Мольер) — французский писатель и адвокат.

## Биография
Тарже приобрёл известность в громком процессе Казотта против иезуитов, а также полемической брошюрой против канцлера Мопу: «Lettre d’un homme à un autre homme sur l’extinction de Pancien parlement et la création du nouveau» (1771). Его стремление доставить гражданские права протестантам выразились в красноречивом «Mémoire sur l’état des protestants en France» (1787). Избранный в депутаты, он не имел успеха в Учредительном собрании.
В 1785 году он был избран в Французскую академию.
Несмотря на республиканские взгляды Тарже, Людовик XVI избрал его одним из своих защитников. Тарже отказался, сославшись на расстроенное здоровье, но написал «Observations sur le procès de Louis XVI» (1792), где приводил доводы против осуждения короля.
Позже был членом кассационного суда. Кроме упомянутого, написал ещё «Cahiers du tiers-état de la ville de Paris» (1789) и «Esprit des cahiers présentés aux états généraux» (1789). Многие из его речей напечатаны в «Annales du barreau français» (т. III) и «Barreau français» (т. VII).